# Песковатка (Лиски)
Песковатка — бывшее село в Лискинском районе Воронежской области. Сейчас микрорайон города Лиски.
Село располагалось на левом берегу реки Дон. На другом берегу располагался хутор Никольский, на востоке — село Нижний Икорец.
Название, как и одноимённое село на реке Икорец, получило по тянущимся по реке пескам.

## История
В 1854 году в слободе Песковатка Бобровского уезда Воронежской губернии была построена деревянная Покровская церковь.
В 1914 году возводят кирпичный храм Покрова Божьей Матери. Для оформления использовался разноцветный кирпич, также использовались вставки из разноцветного стекла. Церковь была больших размеров и выполнена в византийском стиле.  
В 1958 году село присоединяют к городу Лиски.
В 1965 году Покровская церковь в Песковатке была снесена. В 2001 году рядом началось строительство нового храма в честь Новомученников Воронежских (Покровская церковь в Лисках уже есть). В 2007 году церковь была освящена.

## Население
в 1859 году в казённом селе Песковатке Бобровского уезда по реке Дон проживало 588 мужчин и 640 женщин (1228 жителей) в 115 дворах. В селе упоминается православная церковь.